# Osek, Sveta Trojica v Slovenskih goricah
Osek je naselje v Občini Sveta Trojica v Slovenskih goricah.
V naselju se nahajata rimskodobno gomilno grobišče ter podzemni kamnolom. V Oseku so v preteklem času vozili tudi motokrosisti. Veliko je bilo raznih državnih in evropskih tekmovanj.